# 阿爾比恩區
阿爾比恩區是布里斯本市內東北部的一個市轄區。

## 外部連結
- University of Queensland: Queensland Places: Albion （页面存档备份，存于）

27°25′55″S 153°02′46″E / 27.43194°S 153.04611°E